# Photinaidae
Famille
Les Photinaidae sont une famille d'insectes de l'ordre des Mantodea.

## Répartition
Les espèces de cette famille se rencontrent en écozone néotropicale (Antilles non comprises).

## Description
La diagnose d'Ermanno Giglio-Tos défini un groupe de mantes moyennes ou petites natives d'Amérique du Sud dont les fémurs antérieurs portent de cinq ou six épines externes et quatre discoïdales et dont les fémurs intermédiaires sont plus longs que les fémurs antérieurs.
Les photinaidés se distinguent de tous les autres Mantodea par la combinaison des caractères suivants :
- une dilatation supra-coxale bien marquée ;
- un lobe apical dorsal du coxa antérieur légèrement allongé ;
- des tibias antérieurs présentant de nombreuses épines postéro-ventrales (à peu près autant ou plus que les épines anté-roventrales) ;
- des lobes apicaux du fémur antérieur portent de courtes épines ;
- trois ou quatre épines discoïdales présentes et lorsqu'il y en a quatre alors la première n'est jamais plus longue que la seconde ;
- des fémurs antérieurs arborant cinq épines postéro-ventrales ;
- des pattes marcheuses sans épines ;
- un tegmen présentant un stigma allongé ;
- une oreille cyclopéenne absente ;
- une plaque supra-anale triangulaire ;
- des cerques plus courts que la moitié de la longueur de l'abdomen ;
- des phallomères entièrement sclérifiés ;
- des processus du complexe gauche séparés ;
- un phallomère ventral présentant un lobe basal sur le côté droit
- un processus distal primaire transloqué sur le côté gauche du phallomère ventral, réduit ;
- un processus distal secondaire généralement présent ;
- une apophyse phalloïde présentant un lobe antérieur ;
- un lamelle dorsale du phallomère gauche sans lobe arrondi.

## Taxinomie
La dénomination de cette famille est attribuée à l'entomologiste italien Ermanno Giglio-Tos qui l'a décrite comme le « groupe » des Photinae en 1915. Elle a pour genre type Photina Burmeister, 1838.

### Publication  originale
- (it) Ermanno Giglio-Tos, « Mantidi esotici. Generi e specie nuove », Bullettino della Società Entomologica Italiana, Florence, vol. 46,‎ 1915, p. 31-108 (ISSN 1126-277X, lire en ligne, consulté le 12 mai 2025).

### Liste des sous-familles, tribus et genres
Cette famille est divisée en quatre sous-familles :
- Sous-famille des Macromantinae Brunner de Wattenwyl, 1893
  - Macromantis Saussure, 1871
- Sous-famille des Photiomantinae Rivera & Svenson, 2016
  - Photiomantis Piza, 1968
- Sous-famille des Cardiopterinae Rehn, 1911
  - Cardioptera Burmeister, 1838
- Sous-famille des Photinainae Giglio-Tos, 1915
  - Tribu des Microphotinaini Rivera & Svenson, 2016
    - Microphotina Beier, 1935
    - Chromatophotina Rivera, 2010

  - Tribu des Photinaini Giglio-Tos,1915
    - Sous-tribu des Photinaina Giglio-Tos,1915
      - Photina Burmeister, 1838
      - Metriomantis Saussure & Zehntner, 1894
      - Hicetia Saussure & Zehntner, 1894
      - Photinella Giglio-Tos, 1915

    - Sous-tribu des Orthoderellina Giglio-Tos, 1919
      - Orthoderella Giglio-Tos,1897
      - Paraphotina Giglio-Tos,1915